# コスモス154号
コスモス154号（コスモス154ごう、ロシア語: Космос-154、ラテン文字表記例: Cosmos 154, Kosmos 154）とは、1967年にソビエト連邦が打上げた宇宙機である。ゾンド計画で使用する宇宙船のテスト飛行であったと考えられている。
コスモス154号は1967年4月8日にバイコヌール宇宙基地よりプロトン-Kロケットにより打上げられ、上段ロケットブロックDと共に宇宙待機軌道へ投入された。この軌道からブロックD燃焼により月へ向かう予定であったが、エンジン点火が失敗し地球軌道より離れることが出来なかった。宇宙船は2日後に軌道減衰のため大気圏へ再突入した。
同様の飛行として1か月前に打上げられたコスモス146号がある。